# Bermejo Airport
Bermejo Airport är en flygplats i Bolivia.   Den ligger i departementet Tarija, i den södra delen av landet, 400 kilometer söder om huvudstaden Sucre. Bermejo Airport ligger 381 meter över havet.
Terrängen runt Bermejo Airport är platt åt sydost, men åt nordväst är den kuperad. Närmaste större samhälle är Bermejo, 5,2 kilometer nordväst om Bermejo Airport.
I omgivningarna runt Bermejo Airport växer i huvudsak lövfällande lövskog. Runt Bermejo Airport är det glesbefolkat, med 10 invånare per kvadratkilometer.